# Prodecatoma philodendri
Prodecatoma philodendri is een vliesvleugelig insect uit de familie Eurytomidae. De wetenschappelijke naam is voor het eerst geldig gepubliceerd in 1924 door Ferrière.